# タンロン・スポーツセンター
タンロン・スポーツセンター（英語: Thanh Long Sports Centre）は、ベトナムのホーチミン市にある総合スポーツセンターである。

## 概要
タンロン・スポーツセンターはサッカー専用スタジアムと室内競技用の体育館、プールで構成されている。サッカースタジアムの収容人数は5,000人。
2011年にはAFC U-19女子選手権決勝リーグの会場として使用された。

## 交通アクセス
ベトナム鉄道のサイゴン駅より南へ約13.3キロメートル。